# Dieu ne paie pas le samedi
Pour plus de détails, voir Fiche technique et Distribution.
Dieu ne paie pas le samedi (Dio non paga il sabato) est un western spaghetti hispano-italien sorti en 1967, réalisé par Tanio Boccia, sous le pseudonyme d'Amerigo Anton.

## Synopsis
Au moment de sa pendaison, Braddock est sauvé par une bande dirigée par Randall et Laglen. Ils se débarrassent de leurs complices et vont se réfugier dans un fort abandonné, où les rejoint Shelley, la compagne de Braddock qui les ravitaille. Ils attaquent alors une diligence qui transporte un chargement d'or et de billets de banque. Pendant l'attaque Randall est blessé et abandonné par ses complices. Ceux-ci se réfugient dans un village abandonné. Ils y rencontrent la seule habitante des lieux, Molly Werner, une vieille dame un peu bizarre, ancienne propriétaire des lieux. Arrivent alors une veuve, Judy Murray, et un aventurier, Benny Hudceck, qui se sont croisés par hasard sur le chemin de ce village perdu. Les bandits ne croient pas la version de ces nouveaux arrivés et les maltraitent. Braddock, intrigué, part avec Shelley et Judy pour vérifier ses dires. Pendant ce temps, Laglen torture Hudceck, mais grâce au cheval de ce dernier, la situation est renversée. Avec l'aide de Molly, qui avait vu Braddock cacher l'or, Hudceck affronte Braddock et Shelley de retour. Intervient alors Randall qui désire se venger de ses anciens complices, et s'entend avec Shelley pour s'approcher de Braddock. Entre-temps Hudceck obtient la libération de Judy en offrant le coffre de l'or. C'est alors que Randall règle ses comptes avec Braddock, qu'il désarme et torture. Pour en finir avec Hudceck, Shelley fait semblant de se rendre et blesse mortellement Molly, qui cependant parvient à la tuer elle aussi. Randall et Hudceck s'affrontent alors le long des bâtiments, tandis que Laglen, revenu à lui et se croyant abandonné, met le feu à la ville. Il trouble ainsi l'attention de Randall, qui est éliminé par Hudceck. Ce dernier peut enfin quitter la ville avec Judy, au milieu de la fumée de l'incendie.

## Fiche technique
- Titre français : Dieu ne paie pas le samedi[1]
- Titre original italien : Dio non paga il sabato
- Titre original espagnol : Dios no paga el sabado
- Genre : western spaghetti
- Réalisation : Tanio Boccia (sous le pseudo d'Amerigo Anton)
- Scénario : Mino Roli (sous le pseudo de Mike Ashley)
- Musique : Angelo Francesco Lavagnino
- Production : Zelyko Kunkera pour Danny Films, R.K. Cinematografica, Coperfilm (non créditée)
- Photographie : Giuseppe Aquari
- Montage : Cleofe Conversi, Fedora Zincone
- Décors : Saverio D'Eugenio
- Costumes : Blanda
- Maquillage : Duilio Giustini
- Durée : 88 minutes
- Année de sortie : 1967
- Format d'image : 2.35:1
- Pays :  Italie,  Espagne
- Langue originale : italien
- Distribution en Italie : Italcid
- Date de sortie en salle en France : 27 novembre 1968[1]

## Distribution
- Larry Ward (en) : Benny Hudceck
- Rod Dana (en) (sous le pseudo de Robert Mark) : Randall
- Furio Meniconi : Braddock
- Massimo Righi (sous le pseudo de Max Dean) : Laglen
- María Silva (it) : Shelley
- Daniela Igliozzi (it) : Judy Murray
- Vivi Gioi : Molly Werner
- José Bastida (de)
- Luis Ferrín
- Paola Natali
- Benito Stefanelli